# 小材学
小材 学（こざい まなぶ、1925年10月28日 - 1992年7月1日）は日本の政治家。九州各県議会議長会会長を務めた。熊本県鹿本郡植木町（現在の熊本市北区）出身。熊本県政の大御所であった。
坂田道太自民党熊本県連会長が衆議院議長に就任して、県連会長を辞任したことから、1985年3月12日に、第6代会長に就任、1991年6月17日まで4期6年余り会長を務めた。
1983年5月、熊本県議会議長に就任、九州各県議会議長会会長を務めていた1984年3月には、九州縦貫自動車道、東九州縦貫自動車道の早期完成に関する陳情書、特殊病害虫ウリミバエ・ミカンコミバエの根絶防除対策に関する陳情書などを国会に提出している（ミカンコミバエは1986年、ウリミバエは1993年に根絶された。）。

## 来歴
- 1978年 - 熊本県議会議長
- 1983年 - 熊本県議会議長
- 1985年 - 自由民主党熊本県連会長
- 1990年 - 藍綬褒章を受章。
- 1992年 - 肝不全のため死去。